# Jean-Marie Boccardo
Pour les articles homonymes, voir Boccardo (homonymie).
Jean-Marie Boccardo (Moncalieri, 20 novembre 1848 - Pancalieri, 30 décembre 1913) est un prêtre italien fondateur des pauvres filles de saint Gaétan et reconnu bienheureux par l'Église catholique.
Il est célébré liturgiquement le 30 décembre.

## Biographie
Aîné de dix enfants, Giovanni Maria Boccardo naît dans le nord de l'Italie, dans la province de Turin où il entre au séminaire à 18 ans.
Ordonné prêtre cinq ans plus tard, il devient directeur spirituel des séminaires de Chieri et Turin, convaincu de l'exigence de sainteté que requiert son rôle de formateur.
Il achève un doctorat en théologie en 1877, et est nommé curé de Pancalieri en 1882 : sa paroisse est dès lors pour lui une « terre de mission », il considère comme son premier devoir de curé d'évangéliser, et il s'offre à Dieu pour le bien de ses paroissiens.
Giovanni Maria Boccardo meurt le 30 décembre 1913.
Son père lui avait dit, lorsqu'il lui avait annoncé sa volonté de devenir prêtre : « Oui, si tu es un vrai prêtre, pas seulement en habit, mais en actes. »
Jean-Marie Boccardo a été béatifié le 24 mai 1998, à Turin, par saint Jean Paul II.